# Hyla andersonii
Hyla andersonii é uma espécie de anfíbio anuro da família Hylidae. É considerada quase ameaçada pela Lista Vermelha da UICN. Está presente em Estados Unidos.